# Amolops assamensis
Amolops assamensis е вид жаба от семейство Водни жаби (Ranidae).

## Разпространение
Видът е разпространен в Индия (Асам).